# Her Unwilling Husband
Her Unwilling Husband er en amerikansk stumfilm fra 1920 af Paul Scardon.

## Medvirkende
- Blanche Sweet som Mavis
- Alan Roscoe som Homer Owen
- Edwin Stevens som John Jordan